# Ryzdwiany
Ryzdwiany (ros. Рыздвяный) – osiedle typu miejskiego w Rosji, w Kraju Stawropolskim, w rejonie izobilnym. W 2008 roku zamieszkiwane było przez ok. 7,5 tys. mieszkańców.